# Терсана
Спортивний клуб «Терсана» (араб. نادي الترسانة للألعاب الرياضية) — єгипетський футбольний клуб з міста Гіза. Клуб грає в другому єгипетському дивізіоні. Найбільшими успіхами клубу є виграш чемпіонату Єгипту та здобуття 6 титулів володаря Кубка Єгипту. У континентальних кубках «Терсана» грала один раз у Кубку володарів кубків КАФ, де в другому раунді поступилася туніському клубу «Есперанс». Перший матч, зіграний у Каїрі, завершився нічиєю, а матч-відповідь, зіграний у Тунісі, закінчився поразкою «Терсани» з рахунком 0–2.

## Історія
Клуб «Терсана» був заснований у 1921 році, коли Єгипет був британським протекторатом, англійським майором Слаутером. Він став першим президентом клубу, який спочатку базувався в Булаку, потім в районі Гіза Агузі, після чого перебрався до сучасної штаб-квартири в районі Міт-Окба в Гізі 1958 році. Головною причиною заснування клубу було обслуговування персоналу Морської адміністрації (перейменованому пізніше в міністерство іригації), тому команду назвали «Терсана». Синя форма була обрана для зображення моря. Команда має прізвисько «Молотки». Існують різні пояснення цього прізвиська, як правило, їх пов'язують із твердістю команди. Найвідоміша легенда говорить про те, що команда набирала кількох колишніх фідаїв. Прізвисько було популяризовано спортивними коментаторами Абдулом Маджидом Номаном і Наджибом Алмскаві після випаду захисника Фуада Гауди, який спричинив травму нападника Салеха Селіма.

## Суперництво
Матчі між клубами «Терсана» і «Замалек» називаються «Дербі Міт-Окби». Два клуби були суперниками з моменту свого створення, і обидва грали в Прем'єр-лізі Єгипту, найвищій футбольній лізі країни. «Терсана» виграла чемпіонський титул у сезоні 1962—1963, тоді як «Замалек» вигравав титул 14 разів. Найбільша перемога в цьому дербі була з рахунком 7–3 на користь «Замалека» в сезоні 1962—1963 років.

## Титули і досягнення
- Чемпіон Єгипту (1): 1962—1963
- Володар Кубка Єгипту (6) : 923, 1929, 1954, 1965, 1967, 1986
- Володар Кубка Султана Хусейна (2): 1928, 1930
- Переможець Каїрської ліги (1): 1932—1933